# Max Braubach

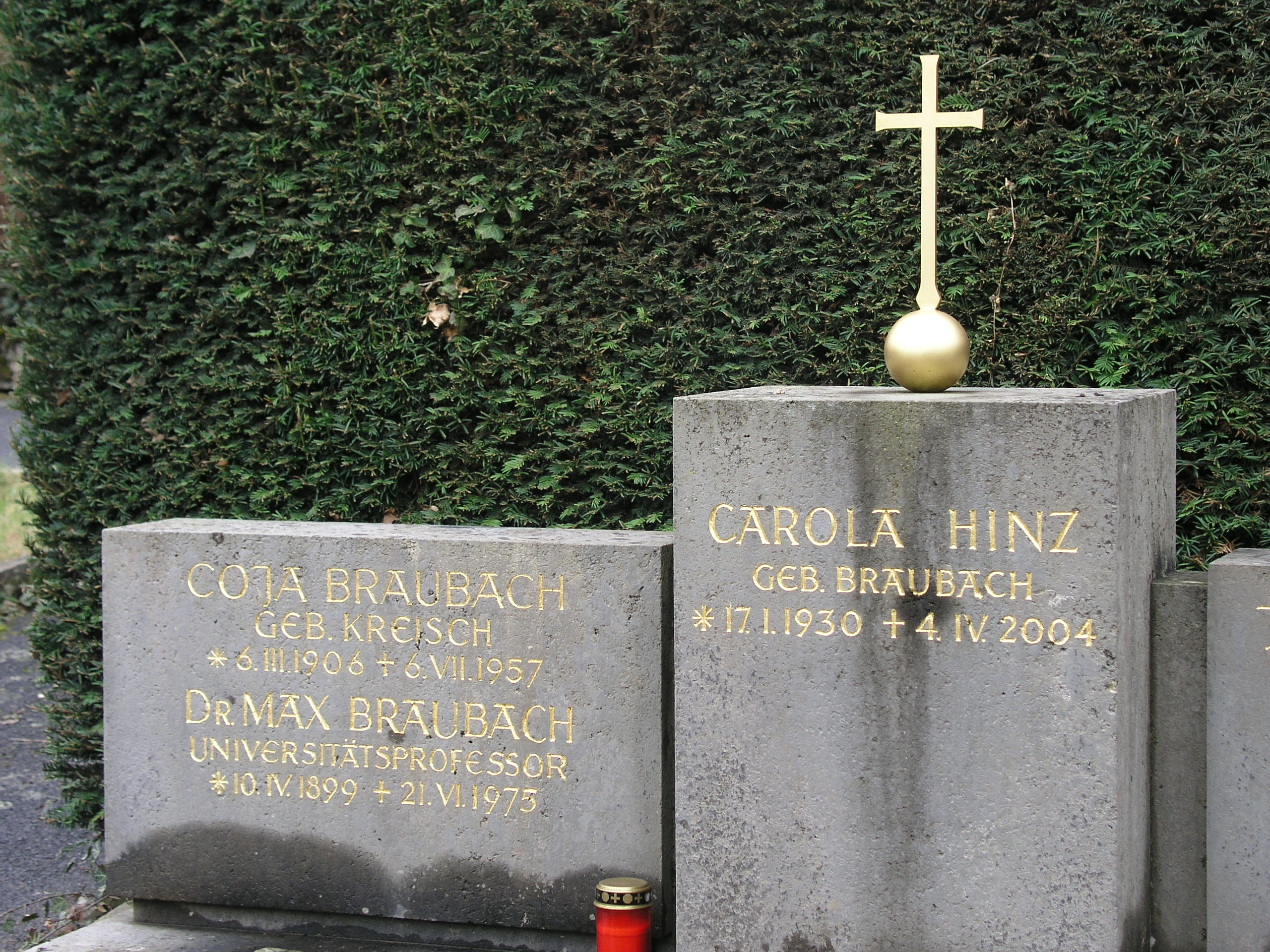
Max Braubachs Grabstätte

Max Braubach (* 10. April 1899 in Metz, Deutsches Reich; † 21. Juni 1975 in Bonn) war ein deutscher Historiker. Braubach lehrte von 1928 bis 1967 als ordentlicher Professor für Geschichte an der Universität Bonn. Er veröffentlichte bedeutende Studien zur Geschichte der rheinischen Territorien im 17. und 18. Jahrhundert und der Bonner Universität. Als sein Hauptwerk gilt die fünfbändige Biographie über den Prinzen Eugen von Savoyen.

## Leben und Wirken
Max Braubach entstammte einer Kölner Bürgerfamilie. Er wuchs als jüngstes von fünf Kindern in Straßburg auf. Sein Vater stieg in die Spitze der preußischen Beamtenhierarchie auf und wurde Berghauptmann. In Straßburg legte er 1916 am kaiserlichen Lyzeum das Abitur ab. Braubach wollte Offizier werden. Zunächst studierte er aber 1916/17 ein Semester Jura. Am Ersten Weltkrieg nahm er 1917/1918 als Fahnenjunker des Straßburger Husarenregiments teil. Zuletzt bekleidete er den Dienstgrad eines Leutnants und kämpfte an der Westfront. Nach dem Ersten Weltkrieg studierte Braubach zunächst Geschichte und Nationalökonomie im Sommersemester 1919 in Heidelberg und seit dem Wintersemester 1919/20 in Bonn. Das Studium in Heidelberg unterbrach er für einen einsemestrigen Studienaufenthalt an der Ludwig-Maximilians-Universität München. Dort wurde er Mitglied der katholischen Studentenverbindung Rheno-Bavaria im KV. Sein akademischer Lehrer in Bonn war Aloys Schulte. Im Oktober 1922 wurde er bereits im Alter von 23 Jahren bei Schulte mit einer Arbeit über die Bedeutung der Subsidien für die Außenpolitik im spanischen Erbfolgekrieg promoviert. Im Jahr 1924 erfolgte in Bonn die Habilitation mit einer Biographie über Max Franz, dem letzten Kölner Kurfürsten. Am 1. April 1928 erhielt Braubach im Alter von 29 Jahren in Bonn als Nachfolger seines Lehrers Schulte den Konkordatslehrstuhl. Diesen Lehrstuhl hatte er bis zu seiner Emeritierung am 31. März 1967 inne. Damit bekleidete er einen der bedeutendsten Lehrstühle in Deutschland.
Braubach wählte bis 1933 die Zentrumspartei. Von 1936 bis 1967 hatte er den Vorsitz des Historischen Vereins für den Niederrhein inne. Am Zweiten Weltkrieg nahm er von Beginn an teil. Seit Anfang des Jahres 1940 war er Hauptmann und später Major. Braubach wurde von 1942 bis 1944 im Stab des Militärbefehlshabers in Frankreich General Carl-Heinrich von Stülpnagel, einem Widerstandskämpfer, im Dienstgrad eines Majors eingesetzt. Dabei begegnete er dem Oberst Hans Speidel und weiteren Personen. Im Oktober 1945 wurde Braubach aus amerikanischer Kriegsgefangenschaft entlassen.
Nach dem Zweiten Weltkrieg galt Braubach als politisch unbelastet. Er war lediglich Mitglied in der Nationalsozialistischen Volkswohlfahrt und im Reichsluftschutzbund gewesen. Als Konservativer wahrte er eine „klare Distanz“ zu „politisch kompromittierten Historikern und Journalisten der extremen Rechten“ wie Günther Franz, Herbert Grabert und Kurt Ziesel. Braubach kam große Bedeutung beim Wiederaufbau der Universität Bonn in der Nachkriegszeit bei. 1946 war er gewählter Prodekan und Entnazifizierungsbeauftragter. Braubach wurde 1946/47 gewählter Prodekan, 1947/48 Dekan und 1959/60 Rektor der Universität Bonn. Seit 1953 war er Mitglied in der Kommission für Geschichte des Parlamentarismus und der politischen Parteien in Bonn und Mitglied des Wissenschaftlichen Beirats des Instituts für Zeitgeschichte in München. Ab 1957 war er Vorsitzender der Vereinigung zur Erforschung der Neueren Geschichte, die die Geschichte vom 16. bis zum 20. Jahrhundert erforschen wollte. Braubach war Mitglied im Beirat des Deutschen Historischen Instituts Paris und blieb dies bis 1969. Er behandelte in seinen Seminaren ungewöhnlich früh Ereignisse der jüngsten Geschichte. Im Sommersemester 1946 veranstaltete Braubach eine Lehrveranstaltung über das Attentat vom 20. Juli 1944. Bereits 1950 betreute er eine zeitgeschichtliche Doktorarbeit. Sein 1953 veröffentlichter Forschungsbericht Der Weg zum 20. Juli 1944 war die damals „beste kritische Sichtung des verfügbaren Materials“.
Als akademischer Lehrer betreute Braubach fünf Habilitationen und 140 Promotionen. Zu seinen akademischen Schülern zählten unter anderem Andreas Biederbick, Eugen Ewig, Manfred Funke, Eduard Hegel, Herbert Hermesdorf, Hans Horn, Josef Jansen, Georg Kliesing, Herbert Lepper, Horst Günther Linke, Walter Loch, Günther von Lojewski, Friedrich J. Lucas, Wolfram Köhler, Norbert Matern, Klaus Müller, Konrad Repgen, Horst Romeyk, Dieter Schuster, Stephan Skalweit, Karl Stommel und Hermann Weber. Sein Schüler Repgen wurde 1967 Nachfolger Braubachs als Lehrstuhlinhaber in Bonn.
Braubach legte in den Jahrzehnten seines Wirkens drei Dutzend Bücher, mehr als 200 Aufsätze und wohl bis zu 1000 Rezensionen vor. Seine Forschungsschwerpunkte waren die europäische Geschichte des späten 17. und 18. Jahrhunderts, die Geschichte der Rheinlande im selben Zeitraum, die Zeitgeschichte bis 1945 und die Geschichte der Universität Bonn. Zu seinem 70. Geburtstag sind 32 Abhandlungen unter dem Titel Diplomatie und geistiges Leben im 17. und 18. Jahrhundert gesammelt erschienen. Sein Hauptwerk ist die fünfbändige Biographie über Prinzen Eugen, die in den Jahren 1963 bis 1965 erschien. Braubach legte eine Gesamtdarstellung der rheinischen Geschichte von 1648 bis 1815 vor. Er war einer der Autoren für den „Gebhardt“, das angesehene Handbuch für den Geschichtslehrer und Geschichtsstudenten. In der Ausgabe von 1931 war er der Verfasser für den Zeitraum von 1740 bis 1815. In den Ausgaben der Nachkriegszeit behandelte er die Zeit von 1648 bis 1815.
Für seine Forschungen wurden Braubach zahlreiche wissenschaftliche Ehrungen und Mitgliedschaften zugesprochen. Braubach wurde bereits 1930 in den Beirat der Görres-Gesellschaft gewählt. Er war ordentliches Mitglied der Historischen Kommission bei der Bayerischen Akademie der Wissenschaften (1951), Ehrenmitglied des Instituts für Österreichische Geschichtsforschung (1958), korrespondierendes Mitglied der Philosophisch-Historischen Klasse der Bayerischen Akademie der Wissenschaften (1964) und Mitglied der Rheinisch-Westfälischen Akademie der Wissenschaften (1970). Braubach wurde außerdem Commandeur dans l’Ordre des Palmes académiques (1961). Die Ehrendoktorwürde verliehen ihm die Universitäten Clermont-Ferrand (1958) und Wien (1965). 1964 wurde Braubach eine Festgabe gewidmet. Außerdem erhielt Braubach 1969 das Große Bundesverdienstkreuz mit Stern und 1971 das Große Silberne Ehrenzeichen mit Stern. Braubach war seit dem 19. Oktober 1951 ordentliches Mitglied der Historischen Kommission für Westfalen.
Braubach starb 1975 im Alter von 76 Jahren in einer Bonner Klinik. Bereits am 6. Juli 1957 hatte Braubach seine Frau verloren. Er wurde am 26. Juni 1975 auf dem Poppelsdorfer Friedhof in Bonn beigesetzt. Schon am 28. Oktober 1975 hatte der Verein Beethoven-Haus ihn in einer Feierstunde mit einem Nachruf von Paul Egon Hübinger gewürdigt. Am 27. April 1976 fand eine Gedenkfeier der Philosophischen Fakultät der Universität Bonn statt. Eine Hundertjahrfeier hielten das Historische Seminar der Universität Bonn und der Historische Verein für den Niederrhein am 10. April 1999 ab.

## Schriften (Auswahl)
- Thomas P. Becker: Bibliographie Max Braubach (1923–1974). In: Annalen des Historischen Vereins für den Niederrhein, insbesondere das Alte Erzbistum Köln Bd. 202 (1999), S. 75–93.

Monographien
- Wilhelm von Fürstenberg (1629–1704) und die französische Politik im Zeitalter Ludwigs XIV. Bonn 1972.
- Diplomatie und geistiges Leben im 17. und 18. Jahrhundert. Gesammelte Abhandlungen. Bonn 1969.
- Prinz Eugen von Savoyen. Eine Biographie. München 1963–1965.
  - Bd. 5: Mensch und Schicksal, 1965.
  - Bd. 4: Der Staatsmann, 1965.
  - Bd. 3: Zum Gipfel des Ruhms, 1964.
  - Bd. 2: Der Feldherr, 1964.
  - Bd. 1: Aufstieg, 1963.
- Die Lebenschronik des Freiherrn Franz Wilhelm von Spiegel zum Diesenberg. Zugleich ein Beitrag zur Geschichte der Aufklärung in Rheinland-Westfalen. Münster 1952.
- Versailles und Wien von Ludwig XIV. bis Kaunitz. Die Vorstadien der diplomatischen Revolution im 18. Jahrhundert. Bonn 1952.
- Kurköln. Gestalten und Ereignisse aus zwei Jahrhunderten rheinischer Geschichte. Münster 1949.
- Die erste Bonner Universität und ihre Professoren. Ein Beitrag zur rheinischen Geistesgeschichte im Zeitalter der Aufklärung. Bonn 1947.
- Die österreichische Diplomatie am Hofe des Kurfürsten Clemens August von Köln 1740–1756. In: Annalen des historischen Vereins für den Niederrhein […]. Köln, Heft 111, 1927, S. 1–80 (Digitalisat), und Heft 112, 1928, S. 1–70. (Digitalisat)
- Max Franz von Österreich letzter Kurfürst von Köln und Fürstbischof von Münster. Versuch einer Biographie auf Grund ungedruckter Quellen. Münster 1925.
- Die Politik des Kurfürsten Josef Clemens von Köln bei Ausbruch des spanischen Erbfolgekrieges und die Vertreibung der Franzosen vom Niederrhein 1701–1703. Leipzig 1925.